# Deliquescenza
La deliquescenza consiste nella proprietà di alcune sostanze, generalmente dei sali, di avere forte affinità per l'umidità atmosferica. In tal modo questi composti assorbono acqua e tendono a disciogliersi formando una soluzione finché non viene raggiunto l'equilibrio tra la pressione di vapore sulla soluzione acquosa e la pressione parziale dell'acqua presente nell'atmosfera in contatto con essa.
Una particella cristallina di aerosol salino subirà deliquescenza nell'atmosfera quando l'umidità relativa sarà superiore a un valore caratteristico chiamato punto di deliquescenza.
Comuni sostanze deliquescenti sono, ad esempio, i sali cloruro di calcio, il cloruro di magnesio, il cloruro di zinco e il carbonato di sodio; deliquescente è anche la base forte idrossido di sodio. Spesso questa tipologia di sostanze viene utilizzata in laboratorio come essiccante.